# Who's That Chick?
"Who's That Chick?" pjesma je francuskoga DJ-a Davida Guette čije vokale pjeva barbadoška pjevačica Rihanna. Objavljena je u formatu za digitalno preuzimanje 22. studenoga 2010. godine kao debitantski singl s ponovnog izdanja Guettinog četvrtog studijskog albuma One Love. "Who's That Chick?" je korištena za promociju užine 'Late Night' od tvrtke Doritos. Snimljena su dva spota za pjesmu, jedan prikazuje Rihannu tijekom dana, dok drugi prikazuje Rihannu preko noći. Imaju iste scene i kutove kamere, ali različitu šminku, kostime i svjetla. 

## O pjesmi
U ranoj 2010. godini, David Guetta je napravio predpremijeru pjesme "Who's That Chick?" na francuskoj radijskoj postaji ali nije dao puno detalja o pjesmi. Kasnije te godine potvrđeno je da će pjesma biti debitantski singl s Guettinog nadolazećeg ponovnog izdanja albuma One Love pod imenom One More Love. Objavljena je u formatu za digitalno preuzimanje diljem svijeta 22. studenoga 2010. godine, a u Ujedinjenom Kraljevstvu 28. studenoga 2010. godine.
Dana 5. prosinca 2010. godine, "Who's That Chick?" debitirala je na 36. mjestu ljestvice u Australiji. Dana 23. siječnja 2011. godine dospjela je na sedmo mjesto. Debitirala je na 73. mjestu na američkoj ljestvici Billboard Hot 100, a kasnije je ponovno ušla na ljestvicu na 85. mjesto i onda se u svom trećem tjednu na ljestvici popela na, do sada za nju najviše, 51. mjesto. 
U Irskoj, "Who's That Chick?" je debitirala na 4. mjestu, što joj je najveće postignuto mjesto na toj ljestvici. U ujedinjenom Kraljevstvu, pjesma je debitirala na 9. mjestu i kasnije se popela na šesto. Istog tjedna kad je dospjela na 6. mjesto glavne ljestvice, dospjela je na prvo mjesto ljestvice koja se odnosi samo na dance glazbu u Ujedinjenom Kraljevstvu.

## Popis pjesama
- SAD[7] / Europsko digitalno preuzimanje

1. "Who's That Chick?" (featuring Rihanna) – 2:47

- UK digitalno preuzimanje[8]

1. "Who's That Chick?" (featuring Rihanna) – 3:19

- Njemački CD singl[9]

1. "Who's That Chick?" (originalna inačica) (featuring Rihanna) – 3:19
2. "Who's That Chick?" (FMIF! Remix) (featuring Rihanna) – 5:20

- EP za AUS i SAD[10]

1. "Who's That Chick?" (Adam F Remix) (featuring Rihanna) - 5:00
2. "Who's That Chick?" (proširena inačica) (featuring Rihanna) - 4:35
3. "Who's That Chick?" (instrumental) (featuring Rihanna) - 3:18

## Videospotovi
Prvi spot korišten je za promociju globalnog glazbenog događaja od Doritos, 'Late Night'. Postoje dvije inačice spota: dnevna i noćna. Dnevna inačica spota procurila je na Internet 17. rujna 2010. godine. 
U dnevnoj inačici, Rihanna je u duginoj fantaziji, a u noćnoj u gotičkoj noćnoj mori. Redatelj obje inačice je Jonas Åkerlund.
Treći spot snimljen je u prosincu 2010. godine u Los Angelesu. Njegova premijera bila je 28. siječnja 2010. godine. David Guetta DJ-a u svemirskom brodu dok gleda Rihannu na različitim zaslonima. Zasloni u Rihanninoj sceni prikazuju i Guettino lice, kao i radnje u svemirskom brodu. Rihannine scene iste su kao i one u dnevnoj inačici spota za Doritos.

## Top ljestvice
| Top ljestvice (2010.)     | Najviša pozicija    |
| ------------------------- | ------------------- |
| Australija                | 7                   |
| Austrija                  | 16                  |
| Belgija (Flandrija)       | 6                   |
| Belgija (Valonija)        | 1                   |
| Češka                     | 23                  |
| Danska                    | 26                  |
| Finska                    | 5                   |
| Francuska                 | 1                   |
| Irska                     | 4                   |
| Italija                   | 11                  |
| Japan                     | 43                  |
| Kanada                    | 27[nedostaje izvor] |
| Nizozemska                | 12                  |
| Norveška                  | 5                   |
| Novi Zeland               | 8                   |
| Njemačka                  | 6                   |
| Rumunjska                 | 50                  |
| SAD (Billboard Hot 100)   | 51                  |
| SAD (Pop Songs)           | 34                  |
| SAD (Hot Dance/Club Play) | 1                   |
| Škotska                   | 4                   |
| Slovačka                  | 4                   |
| Španjolska                | 5                   |
| Švedska                   | 15                  |
| Švicarska                 | 8                   |
| Ujedinjeno Kraljevstvo    | 6                   |
| UK Dance                  | 1                   |

### Godišnje ljestvice
| Top ljestvica (2010.) | Pozicija |
| --------------------- | -------- |
| Australija            | 91       |
| Njemačka              | 90       |

### Certifikacije
| Država                 | Certifikacija |
| ---------------------- | ------------- |
| Australija             | platinasta    |
| Novi Zeland            | zlatna        |
| Ujedinjeno Kraljevstvo | Silver        |

## Povijest objavljivanja
| Regija                | Datum               | Format                |
| --------------------- | ------------------- | --------------------- |
| Australija            | 22. studenoga 2010. | digitalno preuzimanje |
| Belgija               | 22. studenoga 2010. | digitalno preuzimanje |
| Danska                | 22. studenoga 2010. | digitalno preuzimanje |
| Finska                | 22. studenoga 2010. | digitalno preuzimanje |
| Francuska             | 22. studenoga 2010. | digitalno preuzimanje |
| Italija               | 22. studenoga 2010. | digitalno preuzimanje |
| Nizozemska            | 22. studenoga 2010. | digitalno preuzimanje |
| Njemačka              | 22. studenoga 2010. | digitalno preuzimanje |
| Španjolska            | 22. studenoga 2010. | digitalno preuzimanje |
| Švedska               | 22. studenoga 2010. | digitalno preuzimanje |
| SAD                   | 22. studenoga 2010. | digitalno preuzimanje |
| Njemačka              | 26. studenoga 2010. | CD singl              |
| Ujedinjeno Kraljevsto | 28. studenoga 2010. | digitalno preuzimanje |

## Impresum
- Tekstopisac – Kinda "Kee" Hamid, David Guetta, Giorgio Tuinfort, Frédéric Riesterer
- Producent – David Guetta, Giorgio Tuinfort, Frédéric Riesterer
- Montažer – Véronica Ferraro
- Obrada zvuka – Bruno Gruel

Izvor: